# Copa de Cataluña de waterpolo
La Copa de Cataluña de waterpolo es una competición de waterpolo masculino entre clubes catalanes organizado por la Federación Catalana de Natación desde la temporada 2006-2007. Sustituye al campeonato de Cataluña.

## Historial
| Edición | Año     | Ganador                          |
| ------- | ------- | -------------------------------- |
| I       | 2006-07 | Club Natació Atlètic Barceloneta |
| II      | 2007-08 | Club Natació Atlètic Barceloneta |
| III     | 2008-09 | Club Natació Atlètic Barceloneta |
| IV      | 2009-10 | Club Natació Atlètic Barceloneta |
| V       | 2010-11 | Club Natació Atlètic Barceloneta |
| VI      | 2011-12 | Club Natació Terrasa             |
| VII     | 2012-13 | Club Natació Atlètic Barceloneta |
| VIII    | 2013-14 | Club Natació Atlètic Barceloneta |
| IX      | 2014-15 | Club Natació Atlètic Barceloneta |
| X       | 2015-16 | Club Natació Sabadell            |
| XI      | 2016-17 | Club Natació Atlètic Barceloneta |
| XII     | 2017-18 | Club Natació Atlètic Barceloneta |
| XIII    | 2018-19 | Club Natació Atlètic Barceloneta |
| XIV     | 2019-20 | Club Natació Atlètic Barceloneta |
| XV      | 2020-21 | Club Natació Atlètic Barceloneta |
| XVI     | 2021-22 | Club Natació Atlètic Barceloneta |
| XVII    | 2022-23 | Club Natació Atlètic Barceloneta |
| XVIII   | 2023-24 | Club Natació Atlètic Barceloneta |
| XIX     | 2024-25 | Club Natació Atlètic Barceloneta |

## Palmarés
| Club                             | Títulos |
| -------------------------------- | ------- |
| Club Natació Atlètic-Barceloneta | 17      |
| Club Natació Terrasa             | 1       |
| Club Natació Sabadell            | 1       |